# Campeonato Mundial de Remo de 1993
El XXIII Campeonato Mundial de Remo se celebró en Račice (República Checa) entre el 1 y el 5 de septiembre de 1993 bajo la organización de la Federación Internacional de Sociedades de Remo (FISA) y la Federación Checa de Remo.
Las competiciones se realizaron en el Centro Internacional de Regatas de la localidad checa.

## Medallistas

### Masculino
| Evento                         | Oro | Plata | Bronce |
| ------------------------------ | --- | --- | --- |
| Scull individual M1X           | Derek Porter · Canadá · | Václav Chalupa · República Checa · | Thomas Lange · Alemania · |
| Doble scull M2X                | Yves Lamarque Samuel Barathay Francia | Rolf Thorsen · Lars Bjønness · Noruega · | Peter Uhrig · Christian Händle · Alemania · |
| Cuatro scull M4X               | Andreas Hajek · André Steiner · Stephan Volkert · André Willms · Alemania · | Olexandr Marchenko · Olexandr Zaskalko · Leonid Shaposhnikov · Nikolai Chuprina · Ucrania ·                                                                              | Massimo Paradiso · Gianluca Farina · Rossano Galtarossa · Alessandro Corona · Italia ·                                                                                              |
| Dos sin timonel M2-            | Steve Redgrave Matthew Pinsent Reino Unido | Detlef Kirchhoff · Hans Sennewald · Alemania · | Denis Žvegelj Iztok Čop Eslovenia |
| Dos con timonel M2+            | Jonathan Searle Gregory Searle Garry Herbert (t) Reino Unido | Carmine Abbagnale · Giuseppe Abbagnale · Giuseppe Di Capua (t) · Italia ·                                                                                                | Thomas Woddow · Michael Peter · Kuno Hochhuth (t) · Alemania · |
| Cuatro sin timonel M4-         | Michel Andrieux Daniel Fauché Jean-Christophe Rolland Philippe Lot Francia 6:04,54 | Maciej Łasicki · Wojciech Jankowski · Tomasz Tomiak · Jacek Streich · Polonia · 6:06,63                                                                                  | Jeffrey Klepacki Thomas Bohrer Sean Hall James Neil Estados Unidos 6:08,50 |
| Cuatro con timonel M4+         | Nicolae Țaga · Dorin Alupei · Viorel Talapan · Iulică Ruican · Marin Gheorghe (t) · Rumania · | Michal Dalecký · Petr Blecha · Pavel Sokol · Jiří Šefčík · Oldřich Hejdušek (t) · República Checa ·                                                                      | Stefan Forster · Marc Weber · Ulrich Viefers · Mark Kleinschmidt · Guido Groß (t) · Alemania ·                                                                                      |
| Ocho con timonel M8+           | Roland Baar · Peter Hoeltzenbein · Andreas Lütkefels · Frank Richter · Stefan Scholz · Martin Steffes-Mies · Thorsten Streppelhoff · Colin von Ettingshausen · Peter Thiede (t) · Alemania · 5:37,08 | Dorin Alupei · Vasile Măstăcan · Vasile Năstase · Cornel Nemțoc · Valentin Robu · Iulică Ruican · Viorel Talapan · Ioan Vizitiu · Marin Gheorghe (t) · Rumania · 5:39,33 | Jonathan Brown William Castle Fredric Honebein James Koven Thomas Murray Michael Peterson William Porter Donald Smith Steven Segaloff (t) Estados Unidos 5:41,47                    |
| Scull individual ligero LM1X   | Peter Haining Reino Unido | Stephen Hawkins Australia | Pepijn Aardewijn · Países Bajos · |
| Doble scull ligero LM2X        | Gary Lynagh Bruce Hick Australia | Michael Gier · Markus Gier · Suiza · | Francesco Esposito · Paolo Pittino · Italia · |
| Cuatro scull ligero LM4X       | Wolfgang Sigl · Gernot Faderbauer · Christoph Schmölzer · Walter Rantasa · Austria · | Andreas Lutz · Bernhard Rühling · Klaus Götte · Frank Günder · Alemania · Michelangelo Crispi · Enrico Gandola · Massimo Lana · Ivano Zasio · Italia ·                   | — |
| Dos sin timonel ligero LM2-    | Fernando Climent · Fernando Molina Castillo · España · | Alexandr Ustinov · Vladimir Mitiushev · Rusia · | Herbert Vogt · Stephan Fahrig · Alemania · |
| Cuatro sin timonel ligero LM4- | Christopher Kerber Jonathan Moss Thomas Beetham Matthew Collins Estados Unidos | Reto Fierz · Markus Feusi · Hubert Wagner · Nicolai Kern · Suiza · | Sabino Bellomo · Francesco Cattaneo · Danilo Fraquelli · Alfredo Striani · Italia ·                                                                                                 |
| Ocho con timonel ligero LM8+   | David Boyes · Christopher Cookson · Robert Fontaine · Gavin Hassett · Jeffrey Lay · Brian Peaker · Peter Sommerwil · Bryan Thompson · Patrick Newman (t) · Canadá · 5:39,17                          | Johnny Andersen Svend Blitskov Eskild Ebbesen Niels Henriksen Jeppe Jensen Kollat Jacob Meyer Thomas Poulsen Bo Vestergaard Stephen Masters (t) Dinamarca 5:41,25        | Enrico Barbaranelli · Carlo Gaddi · Carlo Grande · Pasquale Marigliano · Leonardo Pettinari · Paolo Ramoni · Fabrizio Ranieri · Andrea Re · Gaetano Iannuzzi (t) · Italia · 5:41,53 |

### Femenino
| Evento                         | Oro | Plata | Bronce |
| ------------------------------ | --- | --- | --- |
| Scull individual W1X           | Jana Thieme · Alemania · | Marnie McBean · Canadá · | Trine Hansen Dinamarca |
| Doble scull W2X                | Philippa Baker Brenda Lawson Nueva Zelanda | Kerstin Köppen · Kathrin Boron · Alemania · | Galina Kamenova Daniela Oronova Bulgaria |
| Cuatro scull W4X               | Cao Mianying Liu Xirong Zhang Xiuyun Gu Xiaoli China | Angela Schuster · Kerstin Müller · Daniela Molle · Kristina Mundt · Alemania ·                                                                                     | Serena Eddy-Moulton Monica Tranel Michelle Knox-Zaloom Ruth Davidon Estados Unidos                                                                                              |
| Dos sin timonel W2-            | Christine Gossé Hélène Cortin Francia | Victoria Toogood Alison Davies Australia | Mary McCagg Elizabeth McCagg Estados Unidos |
| Cuatro sin timonel W4-         | Pei Jiayun Wang Shujuan Zhu Yaxian Jing Yanhua China | Amy Fuller Melissa Iverson Katherine Scanlon Lewis Anne Kakela Estados Unidos                                                                                      | Kelly Mahon · Shannon Crawford · Emma Robinson · Julie Jespersen Platt · Canadá ·                                                                                               |
| Ocho con timonel W8+           | Constanța Burcică · Iulia Bobeică · Fănica Costea · Veronica Cochela · Doina Robu · Doina Ignat · Viorica Neculai · Ioana Olteanu · Cristina Ilie (t) · Rumania · 6:18,88 | Jennifer Dore Catriona Fallon Amy Fuller Anne Kakela Mary McCagg Elizabeth McCagg Katherine Scanlon Lewis Melissa Iverson Yasmin Farooq (t) Estados Unidos 6:20,42 | Kathrin Haacker · Andrea Klapheck · Micaela Schmidt · Antje Heilig · Dana Pyritz · Antje Rehaag · Ute Wagner · Christiane Harzendorf · Daniela Neunast (t) · Alemania · 6:21,52 |
| Scull individual ligero LW1X   | Michelle Darvill · Canadá · | Laurien Vermulst · Países Bajos · | Mette Bloch Jensen Dinamarca |
| Doble scull ligero LW2X        | Wendy Wiebe · Colleen Miller · Canadá · | Wang Fang Li Fei China | Cindy Rip · Ellen Meliesie · Países Bajos · |
| Cuatro sin timonel ligero LW4- | Alison Brownless Jane Hall Annamarie Stapleton Tonia Williams Reino Unido                                                                                                 | Nori Doobenen · Maureen Harriman · Rachel Starr · Tracy Duncan · Canadá ·                                                                                          | Alexandra Overy Barbara Byrne Alison Shaw Danika Harris Estados Unidos |

## Medallero
| Núm. | País            | Oro | Plata | Bronce | Total |
| ---- | --------------- | --- | ----- | ------ | ----- |
| 1    | Canadá          | 4   | 2     | 1      | 7     |
| 2    | Reino Unido     | 4   | 0     | 0      | 4     |
| 3    | Alemania        | 3   | 4     | 6      | 13    |
| 4    | Francia         | 3   | 0     | 0      | 3     |
| 5    | China           | 2   | 1     | 0      | 3     |
| 5    | Rumania         | 2   | 1     | 0      | 3     |
| 7    | Estados Unidos  | 1   | 2     | 5      | 8     |
| 8    | Australia       | 1   | 2     | 0      | 3     |
| 9    | Austria         | 1   | 0     | 0      | 1     |
| 9    | España          | 1   | 0     | 0      | 1     |
| 9    | Nueva Zelanda   | 1   | 0     | 0      | 1     |
| 12   | Italia          | 0   | 2     | 4      | 6     |
| 13   | República Checa | 0   | 2     | 0      | 2     |
| 13   | Suiza           | 0   | 2     | 0      | 2     |
| 15   | Dinamarca       | 0   | 1     | 2      | 3     |
| 16   | Países Bajos    | 0   | 1     | 2      | 3     |
| 17   | Noruega         | 0   | 1     | 0      | 1     |
| 17   | Polonia         | 0   | 1     | 0      | 1     |
| 17   | Rusia           | 0   | 1     | 0      | 1     |
| 17   | Ucrania         | 0   | 1     | 0      | 1     |
| 21   | Bulgaria        | 0   | 0     | 1      | 1     |
| 21   | Eslovenia       | 0   | 0     | 1      | 1     |
|      | TOTAL           | 23  | 24    | 22     | 69    |